# Бейсембаев, Шарип Исаулетович
Шарип Исаулетович Бейсембаев (каз. Шәріп Исаөлетұлы Бейсембаев; 1 июля 1926, Петропавловск, Казакская АССР — 1989) — советский кинорежиссёр

, деятель кинематографа Казахской ССР.

## Биография
В 1949 году окончил актёрский факультет Ташкентского театрально-художественного института имени А. Н. Островского (ныне Государственный институт искусств Узбекистана), в 1954 году — актёрский факультет ГИТИСа имени А. В. Луначарского, в 1959 году — Высшие режиссёрские курсы в Москве (1959).
В 1954—1956 годах — актёр и ассистент режиссёра Казахского драматического театра. Снимался в кино. Сыграл роль деда Иллариона в фильме «Мы — взрослые» (1980).
В 1959 году стал режиссёром киностудии «Казахфильм». В 1959—1982 годах — директор киностудии «Казахфильм».

## Фильмография

### Режиссёр
- 1959 — Это наш сын (короткометражный)
- 1965 — Там, где цветут эдельвейсы
- 1967 — Звучи, там-там!
- 1969 — У заставы «Красные камни»
- 1970 — Белый квадрат
- 1971 — Нас четверо
- 1974 — Родник
- 1975 — Храни свою звезду
- 1977 — Возвращение сына
- 1980 — Невозможные дети
- 1982 — Я — ваш родственник
- 1986 — История слабой женщины

### Прочее
- 1957 — Коммунист (режиссёр-практикант)
- 1962 — Перекрёсток (2-й режиссёр)